# Boudewijn III van Henegouwen
Boudewijn III (ca. 1087 - 1120), was graaf van Henegouwen van 1098 tot aan zijn dood.
Als zoon van Boudewijn II van Henegouwen en van Ida van Leuven, volgde hij in 1098 zijn vader op, aanvankelijk onder het regentschap van zijn moeder (tot ± 1103). Net als zijn vader poogde hij het graafschap Vlaanderen te heroveren. Daartoe trachtte hij onder meer, zij het vergeefs, het conflict om Kamerijk en het Kamerijkse tussen de Vlaamse graaf Robrecht II en keizer Hendrik IV uit te buiten. Boudewijn bezette Kamerijk zelf maar moest het in 1110 weer opgeven.
Hij trouwde rond 1107 met Yolanda van Gelre (ca. 1090 - 1131), dochter van Gerard I van Gelre. Toen Boudewijn VII van Vlaanderen in 1119 kinderloos overleed, probeerde Boudewijn III andermaal zijn rechten op de Vlaamse troon te laten gelden, maar kon niet beletten dat deze toekwam aan Karel de Goede, een kleinzoon van Robrecht I. Boudewijn stierf door een jachtongeval en is begraven in Bergen (België). 
- Boudewijn
- Gerard (ovl. 1166), gehuwd met Hedwig, erfdochter van Herman van Kalvelage voor het graafschap Dale
- Yolande, gehuwd met Gerard van Créquy en Fressin
- Gertrude, gehuwd met Rogier van Tosny, zoon van Rudolf van Tosny en Adelisa (dochter van Waltheof II van Northumbria)
- Richilde, gehuwd met Everhard, burggraaf van Doornik

## Voorouders
| Boudewijn III van Henegouwen (ca. 1087 - 1120) | Vader: Boudewijn II van Henegouwen (1056-1098) | Grootvader: Boudewijn VI van Vlaanderen (ca. 1030 -1070) | Overgrootvader: Boudewijn V van Vlaanderen (1013-1067)        |
| Boudewijn III van Henegouwen (ca. 1087 - 1120) | Vader: Boudewijn II van Henegouwen (1056-1098) | Grootvader: Boudewijn VI van Vlaanderen (ca. 1030 -1070) | Overgrootmoeder: Adela van Mesen (1009 of 1014-1079)          |
| Boudewijn III van Henegouwen (ca. 1087 - 1120) | Vader: Boudewijn II van Henegouwen (1056-1098) | Grootmoeder: Richilde van Henegouwen (ca. 1035 - 1086)   | Overgrootvader: Reinier van Hasnon?                           |
| Boudewijn III van Henegouwen (ca. 1087 - 1120) | Vader: Boudewijn II van Henegouwen (1056-1098) | Grootmoeder: Richilde van Henegouwen (ca. 1035 - 1086)   | Overgrootmoeder: ?                                            |
| Boudewijn III van Henegouwen (ca. 1087 - 1120) | Moeder: Ida van Leuven (ca. 1065 - 1139)       | Grootvader: Hendrik II van Leuven (ca. 1020 - 1078)      | Overgrootvader: Lambert II Balderik van Leuven (992/995-1054) |
| Boudewijn III van Henegouwen (ca. 1087 - 1120) | Moeder: Ida van Leuven (ca. 1065 - 1139)       | Grootvader: Hendrik II van Leuven (ca. 1020 - 1078)      | Overgrootmoeder: Oda van Verdun (990-1062)                    |
| Boudewijn III van Henegouwen (ca. 1087 - 1120) | Moeder: Ida van Leuven (ca. 1065 - 1139)       | Grootmoeder: Adela (ca. 1040 - na 1086)                  | Overgrootvader: Everhard van Teisterbant                      |
| Boudewijn III van Henegouwen (ca. 1087 - 1120) | Moeder: Ida van Leuven (ca. 1065 - 1139)       | Grootmoeder: Adela (ca. 1040 - na 1086)                  | Overgrootmoeder: ?                                            |